# Dąbrówka Duża (województwo łódzkie)
Dąbrówka Duża – wieś w Polsce położona w województwie łódzkim, w powiecie brzezińskim, w gminie Brzeziny.
W latach 1975–1998 miejscowość administracyjnie należała do województwa skierniewickiego.

## Historia
Najstarsza wzmianka wśród źródeł historycznych na temat Dąbrówki pochodzi z 1337 roku. Wśród osad, przez które przebiegała droga publiczna z Torunia w kierunku Lublina i Rusi, wymieniona jest również ww. wieś. Ponownie nazwa miejscowości pojawia się w 1424 roku w związku z procesem, którego stronami był brzeziński mieszczanin oraz Małgorzata z Dąbrówki.
Od późnego średniowiecza wieś wchodzi w skład klucza niesułkowskiego należącego do biskupów włocławskich. Od XVI wieku przez następne dwa stulecia gospodarze pełnorolni płacili dziesięcinę snopową dla proboszczów parafii z Brzezin do której de facto nigdy nie należeli. Jak wynika z dokumentów z tego okresu w rękach chłopów było 1345 mórg zasiedlonych przez 28 osad.
Po II rozbiorze Polski wieś trafiła do zaboru pruskiego, natomiast od roku 1813 kiedy to przestało istnieć Księstwo Warszawskie przez następne 100 lat Dąbrówka Duża została włączona w skład Cesarstwa Rosyjskiego.
Jedyną wzmianką na temat wsi Dąbrówką, którą możemy znaleźć w XIX-wiecznym Słowniku Królestwa Polskiego brzmi „wieś rządowa, powiat brzeziński, gmina i parafia Niesułków, na prawo od drogi bitej do z Brzezin do Strykowa”. Ponadto korzystając z map Wojskowego Instytutu Geograficznego, które powstawały na przełomie lat 20. i 30. XX wieku można dowiedzieć się o istnieniu we wsi 75 domów mieszkalnych.
Szkoła podstawowa istniała we wsi od 1915 roku najpierw jako placówka prywatna, a po 3 latach zmieniona w jednostkę publiczną. W 1945 roku w czynie społecznym wybudowano świetlicę środowiskową, pełniącą również siedzibę OSP Dąbrówka Duża. W latach 60 XX wieku rozpoczęto budowę istniejącego do dziś nowego budynku OSP, który pełni funkcję sali weselnej oraz garażu na wozy bojowe.
W latach 1954–1972 we wsi znajdowała się siedziba Gromady Dąbrówka Duża. Następnie budynek był wykorzystywany jako biblioteka publiczna oraz ośrodek zdrowia.
W opisywanej miejscowości zlokalizowane są dwa budynki wpisane do gminnej ewidencji zabytków. Oba to domy (chałupy) z początku XX wieku pod adresami Dąbrówka Duża 34 oraz 43.
Po dziś dzień Dąbrówka Duża leży na granicy parafii pw. św. Wojciecha w Niesułkowie Kolonii.

## Aktualne zagospodarowanie miejscowości

### Historyczne uwarunkowania rozwoju przestrzennego
Główną historyczną część miejscowości zajmują budynki zlokalizowane po zachodniej stronie drogi wojewódzkiej 708. Zachował się układ pól rolnych nazywanych potocznie pastwiskami gdzie jak przekazują ustnie starsi mieszkańcy w dawnych czasach wypasywano owce. Trudno obecnie ustalić w jakim okresie i czyim zarządzeniem wspomniany podział powstał. Swój fragment pastwiska posiadał każdy gospodarz, a jego wielkość zależała od areału gospodarstwa jaki posiadał, tzn. im większe gospodarstwo tym większe pastwisko. Niewykluczone iż fakt ten powiązany jest z wydarzeniem uwłaszczania chłopów w II poł. XIX wieku. Część z tego systematycznego rozparcelowania zachowała się do dziś co ma swój wydźwięk w podziale na pola o wielkości 1 lub 2 mórg. Obszar ten znajduje się w centralnej części wioski, co pozwala wysnuć wniosek, że rozwój przestrzenny Dąbrówki Dużej rozpoczął się w części południowej, a następnie systematycznie rozwijał się w kierunku północy. Wynika to z faktu iż historycznie takie pastwiska były lokalizowane poza wsią.

### Współczesna struktura funkcjonalno-przestrzenna zabudowy (2013.06.30)[9]
| Funkcja zabudowy        | Liczba | Udział procentowy |
| ----------------------- | ------ | ----------------- |
| mieszkaniowa            | 129    | 36,34%            |
| zagrodowa i gospodarcza | 218    | 61,4%             |
| usługowa                | 8      | 2,26%             |
| SUMA                    | 355    | 100%              |

### Uwarunkowania gospodarki rolnej
Większe znaczenie dla gospodarstw rolnych mają pola usytuowane w zachodnim fragmencie wsi. Przebieg rzeki Grzmiącej spowodował, że im dalej na północ wioski tym działki rolne po wschodniej stronie są większe i co za tym idzie biorą większy udział w produkcji rolnej niż te w południowej części miejscowości

## Cechy demograficzne

### Grupy wiekowe według aktywności zawodowej (2011)[10]
| w wieku           |     | Kobiety | Mężczyźni |
| ----------------- | --- | ------- | --------- |
| przedprodukcyjnym | 61  | 25      | 36        |
| produkcyjnym      | 199 | 93      | 106       |
| poprodukcyjnym    | 71  | 46      | 25        |
| suma              | 331 | 164     | 167       |

## Cechy geograficzne

### Struktura gleb
Obszar miejscowości jest pokryty glebami zaliczanymi do niskich klas bonitacyjnych. Są to głównie kompleksy: żytnio-ziemniaczane słabe oraz żytnio-łubinowe najsłabsze. Gleby klas wyższych tj. żytnie (żytnio-ziemniaczane) dobre i bardzo dobre znajdują się w południowo-wschodniej oraz północno-wschodniej części wioski.
Przeważającym typem gleb występujących w miejscowości są gleby brunatne wyługowane oraz brunatne kwaśne. Jedynie w pobliżu cieków wodnych można znaleźć torfy niskie oraz mady.

### Hydrologia
Przez miejscowość przepływają 4 cieki wodne. Największy z nich- rzeka Grzmiąca jest lewym dopływem Mrożycy. Pozostałe trzy (Ciek Szkolny, i dwa bez nazwy) są lewym dopływem rzeki Grzmiącej.
Sprzyjające stosunki wodne przyczyniły się do powstania w przeszłości kilku stawów pochodzenia antropogenicznego.